# Ангосто Эрнандес, Хуан Хосе
Хуан Хосе Ангосто Эрнандес (исп. Juan José Angosto Hernández; 19 августа 1985, Мурсия, Испания), более известный как Хуанхо (исп. Juanjo) — испанский игрок в мини-футбол. Вратарь клуба «Эль-Посо» и сборной Испании по мини-футболу.

## Биография
Хуанхо начинал карьеру в мурсийском «Интеке» (исп. Intec Murcia). Затем он перешёл в более именитый клуб из родного города — «Эль-Посо». Закрепиться в составе испанского гранда с первой попытки у него не получилось, но после ещё одного сезона в «Интеке» ему предоставилась ещё одна такая возможность — и он её не упустил. Вскоре Хуанхо стал основным вратарём команды и помог ей выиграть множество трофеев: четыре титула чемпиона Испании, два национальных кубка и суперкубка. А в сезоне 2007/08 «Эль-Посо» дошёл до финала Кубка УЕФА по мини-футболу, где уступил в серии пенальти российскому клубу «ВИЗ-Синара». За время игры в мурсийском клубе Хуанхо трижды признавался лучшим голкипером лиги: в сезонах 2005/06, 2008/09 и 2009/10.
Летом 2010 года Хуанхо перешёл в состав главного соперника мурсийцев — столичного клуба «Интер Мовистар».
В составе сборной Испании по мини-футболу Хуанхо стал победителем двух Чемпионатов Европы (2007 и 2010), а также финалистом Чемпионата мира 2008. Он ездил на эти турниры в качестве дублёра Луиса Амадо, однако нередко заменял в воротах своего более опытного соотечественника.

## Достижения
- Серебряный призёр чемпионата мира по мини-футболу 2008
- Чемпион Европы по мини-футболу (2): 2007, 2010
- Чемпион Испании по мини-футболу (4): 2005/06, 2006/07, 2008/09, 2009/10
- Обладатель Кубка Испании по мини-футболу (3): 2008, 2010
- Обладатель Суперкубка Испании по мини-футболу (2): 2006, 2010
- Обладатель Кубка обладателей кубков по мини-футболу 2003